# Kureter

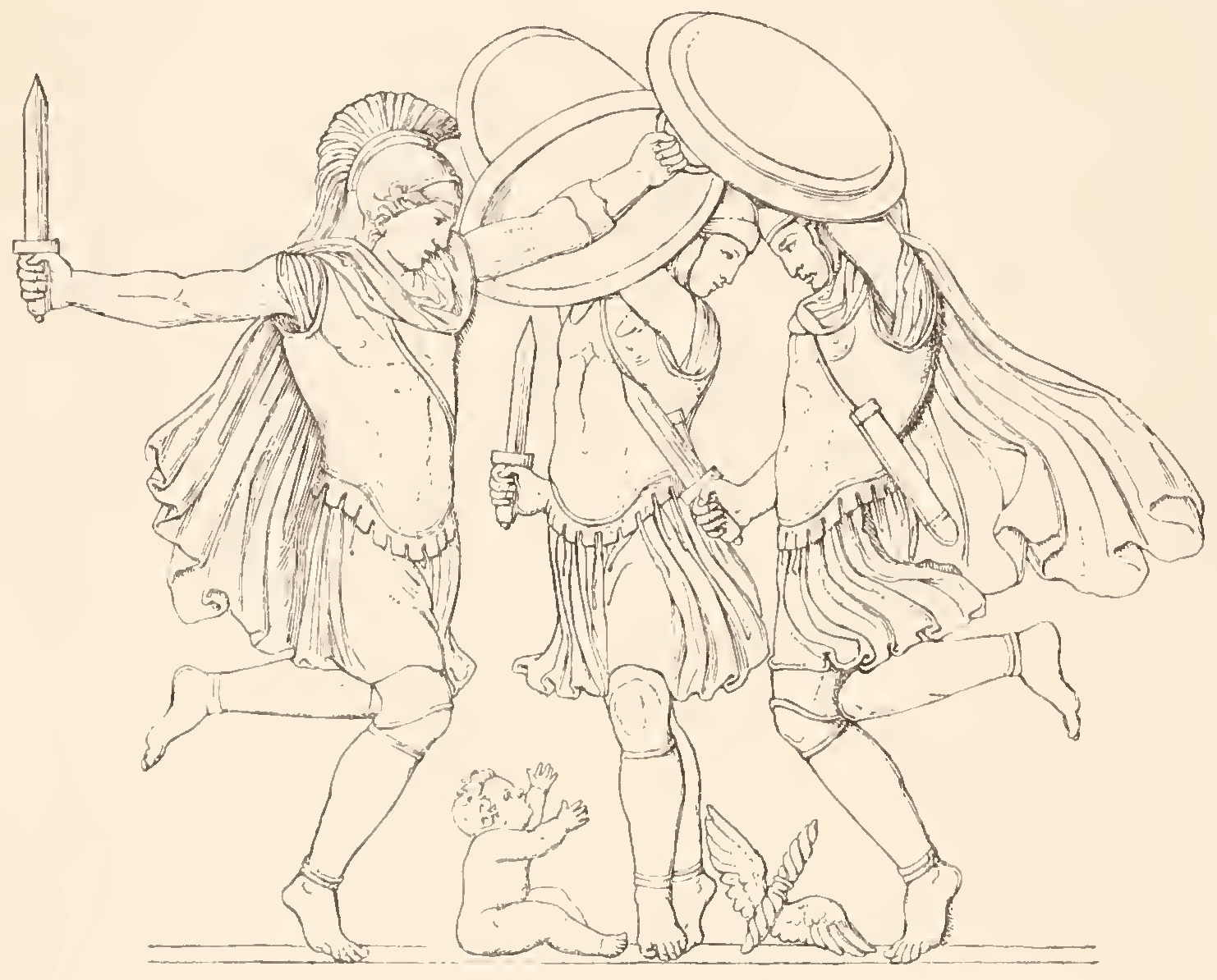
Kureter dansar runt barnet Zeus.

Kureʹter (grekiska Kourēʹtes), en grupp sannolikt förgrekiska gudomligheter på Kreta. Enligt grekisk mytologi dolde Kureterna den nyfödde Zeus i en grotta på berget Ida för att skydda honom mot Kronos. För att överrösta den unge gudens skrik dansade de sjungande runt honom medan de slog på sina sköldar. Arkeologiska fynd i Ida-grottan tyder på att rituell framställning av myten ägt rum ännu i historisk tid.